# Polyura arja
Polyura arja es una especie de Lepidoptera de la familia Nymphalidae, (subfamilia Charaxinae) del género Polyura.
Mide  75–80 mm de envergadura. El borde externo del ala es cóncavo y el ala posterior tiene una cola azul corta. La superficie dorsal del ala es marrón con un diseño blanco. La superficie inferior tiene un color más claro y un diseño similar.
Se localiza en India, Birmania, Tailandia, Laos, Camboya, China y Vietnam.

## Subespecies
- Polyura arja arja[4]